# Pierre-Marcel Lévi
Pierre-Marcel Lévi, dit Pierre Marcel, est un historien de l'art français né à Paris 7e le 12 mars 1878 et mort à Suresnes le 23 novembre 1953.

## Biographie
Pierre-Marcel Lévi est le fils de David Lévi, docteur en médecine, et de Babette Gentzbourger.
Il fait des études de lettres et obtient une maîtrise à la Sorbonne sur le graveur du XVIe siècle Jean Martin, en 1898. Il obtient en 1903 le doctorat ès lettres en histoire de l'art en soutenant une thèse sur la peinture française à la fin du règne de Louis XIV et la Régence et une seconde thèse sur les papiers manuscrits du cabinet de Robert de Cotte et de Jules-Robert de Cotte conservés à la Bibliothèque nationale, publiées en 1906.
En 1900 il est membre du comité de rédaction de L’Œuvre Sociale. Dreyfusard de la première heure, il est rapidement introduit dans les cercles intellectuels parisiens. Il est remarqué vers 1901 par Jeanne Weill, directrice de l'École des hautes études sociales créée sous le nom de Collège libre des Sciences sociales, 16 rue de la Sorbonne, qui écrivait sous le pseudonyme de Dick May. Jeanne Weill y a créé une section de journalisme. Pierre-Marcel Lévi est le secrétaire de Jeanne Weill. Il ouvre une école d'art le 7 novembre 1904 à l'École des hautes études sociales  où il fait des conférences sur Les grands amateurs en France au XVIIe siècle, en 1906, sur Le Paysage à la fin du XVIIe siècle, en 1907, Gillot et Watteau, en 1909, Les Italiens et la France. Il présente des cours publics d’histoire de l’art professés à la Faculté des Lettres entre 1910 et 1912 sur les Dessins français pendant la première moitié du XVIIIe siècle.
Il devient chroniqueur pour Athéna, revue dirigée par Dick May. Il fait la rencontre  de Joseph Reinach, de Georges Weill, de Claude Casimir-Périer et de sa cousine, l'actrice Madame Simone, et se lie d'amitié avec Charles Péguy avec lequel il échange une correspondance importante.
En août 1911, à la suite du vol de La Joconde, une partie du personnel du Musée du Louvre est changé. Ses relations avec Jean Guiffrey lui permet d'y obtenir un emploi temporaire. Il entreprend avec lui  l'inventaire des dessins du Louvre et de Versailles.
En 1912, il est nommé professeur d’histoire générale à l’École nationale des beaux-arts, en remplacement d'Henry Lemonnier qui prend sa retraite. Il est membre de la Société d'histoire de l'art français, de 1911 à 1913. Il est président du conseil supérieur de l'enseignement des Beaux-Arts.
Pendant la Première Guerre mondiale, il est chef de la Section photographique de l'armée. Il a organisé, à Londres, en 1916, une exposition de photographies de guerre inaugurée par Paul Painlevé, ministre de l'instruction publique.
Avec Maurice Caullery, il fonde en 1921 la coopérative d'édition et de librairie les Presses universitaires de France dont il devient administrateur et codirecteur avec Edmond Schneider. Les parts des éditions Rieder de la revue Europe ayant été cédées au Presses universitaires de France, en 1932, il en supervise la politique financière et éditoriale.
En 1937, il quitte ses fonctions d'administrateur et de codirecteur des Presses universitaires de France pour être chargé des relations universitaires et coopératives.
Pendant la Seconde Guerre mondiale, les lois raciales l'empêchent d'enseigner et le forcent d'abandonner ses fonctions aux PUF. Il vit dans la clandestinité à Lyon. Il participe au journal Le Patriote lyonnais.
En 1945, il intente un procès contre les dirigeants des PUF pour leurs attitudes pendant l'Occupation. Il quitte son poste à l'École des beaux-arts. Il devient secrétaire général de l'Entraide française.

## Publications

### Livres
- Les Influences italiennes sur la Renaissance artistique française. Un vulgarisateur, Jean Martin, Paris, Garnier frères, 1898
- Les Industries artistiques, Paris, Schleicher, 1904 (lire en ligne)
- La peinture française de la mort de Le Brun à la mort de Watteau (1690-1721). Thèse présentée pour le doctorat ès lettres de l'Université de Paris, Paris, Ancienne maison Quantin, 1905 (lire en ligne)
- Inventaire des papiers manuscrits du cabinet de Robert de Cotte, premier architecte du roi (1656-1735) et de Jules-Robert de Cotte (1683-1767) conservés à la Bibliothèque nationale, Paris, Honoré Champion éditeur, 1906 (lire en ligne)
- La Peinture française au début du XVIIIe siècle, 1690-1721, Paris, Ancienne maison Quantin, 1906 (lire en ligne)
- Charles Le Brun, Paris, Librairie Plon, coll. « Les maîtres de l'art », 1909 (lire en ligne)

#### Inventaire général des dessins du Musée du Louvre et du Musée de Versailles
- avec Jean Guiffrey, École française, Paris, Librairie centrale d'art et d'architecture (coll. Archives des musées nationaux et de l'École du Louvre), 1907, tome 1, Adam-Bouchardon (lire en ligne)
- avec Jean Guiffrey, École française, Paris, Librairie centrale d'art et d'architecture (coll. Archives des musées nationaux et de l'École du Louvre), 1908, tome 2, Bouchardon-Callot (lire en ligne)
- avec Jean Guiffrey, École française, Paris, Librairie centrale d'art et d'architecture (coll. Archives des musées nationaux et de l'École du Louvre), 1909, tome 3, Callot-Corneille (lire en ligne)
- avec Jean Guiffrey, École française, Paris, Librairie centrale d'art et d'architecture (coll. Archives des musées nationaux et de l'École du Louvre), 1909, tome 4, Corot-Delacroix (lire en ligne)
- avec Jean Guiffrey, École française, Paris, Librairie centrale d'art et d'architecture (coll. Archives des musées nationaux et de l'École du Louvre), 1910, tome 5, Delamonce-Géricault (lire en ligne)
- avec Jean Guiffrey, École française, Paris, Librairie centrale d'art et d'architecture (coll. Archives des musées nationaux et de l'École du Louvre), 1911, tome 6, Gillot-Ingres (lire en ligne)
- avec Jean Guiffrey, École française, Paris, Librairie centrale d'art et d'architecture (coll. Archives des musées nationaux et de l'École du Louvre), 1912, tome 7, Isabey-Le Brun (lire en ligne)
- avec Jean Guiffrey, École française, Paris, Librairie centrale d'art et d'architecture (coll. Archives des musées nationaux et de l'École du Louvre), 1913, tome 8, Le Brun-Leclerc (lire en ligne)
- avec Jean Guiffrey, École française, Paris, Librairie centrale d'art et d'architecture (coll. Archives des musées nationaux et de l'École du Louvre), 1921, tome 9, Lecomte (Hippolyte)-Mazois (François) (lire en ligne)
- avec Jean Guiffrey et Gabriel Rochès, École française, Paris, Éditions Albert Morancé (coll. Archives des musées nationaux et de l'École du Louvre), 1921, tome 10, Meissonier-Millet (lire en ligne)

### Notices descriptives du Musée pédagogique
- Musée pédagogique : Exposition 1900. Les palais de la rive droite et des Invalides, Melun, Imprimerie administrative, 1901[5]
- Musée pédagogique : Exposition 1900. Le Trocadéro, Melun, Imprimerie administrative, 1901[6]
- Espagne. Séville, monuments civils et religieux, enseignement par les projections lumineuses, Paris, G. Vitry, 1908
- Grenade. Monuments civils et religieux, enseignement par les projections lumineuses, Paris, G. Vitry, 1909

### Revues
- « Les Arts mineurs et les Arts majeurs », L'Œuvre sociale : revue des indépendants,‎ 15 mai 1900, p. 47-51 (lire en ligne)
- « L'influence sociale de la peinture », L'Œuvre sociale : revue des indépendants,‎ 15 juin 1900, p. 110-114 (lire en ligne)
- « L'art : Notes de Hollande », L'Œuvre sociale : revue des indépendants,‎ 15 juillet 1900, p. 180-183 (lire en ligne)
- « Le prolétariat juif », L'Œuvre sociale : revue des indépendants,‎ 15 juillet 1900, p. 190-192 (lire en ligne)
- « Pour la critique d'art », L'Œuvre sociale : revue des indépendants,‎ 15 août 1900, p. 241-245 (lire en ligne)
- « L'art et le socialisme », L'Œuvre sociale : revue de propagande socialiste,‎ janvier 1901, p. 13-15 (lire en ligne)
- « Un débat entre les peintres et les poètes au début du XVIIIe siècle », La Chronique des arts et de la curiosité,‎ 17 juin 1907, p. 182-183 (lire en ligne), 15 juillet 1905, p. 206-207 (lire en ligne)
- avec Jean Guiffrey, « Une illustration du “Pas des armes de Sandricourt” par Jérôme ou Nicolas Bollery », Gazette des arts,‎ avril 1907, p. 277-288 (lire en ligne)